# Tabacchi
Tabacchi (deutsch Tabakwaren) (vollständig: Sali e Tabacchi, deutsch Salz(e) und Tabakwaren) ist die Aufschrift auf dem Geschäftszeichen italienischer Tabakläden (italienisch Tabaccherie). Die Bezeichnung stammt daher, dass Salz und Tabak in der Kolonialzeit als überseeische Produkte staatlich kontrolliert nach Italien importiert wurden. Das einstmals staatliche Monopol auf Salz und Tabak gibt es heute nicht mehr, aber die Bezeichnung auf den Geschäftszeichen ist geblieben. Um in Italien Tabakwaren zu verkaufen, wird eine Lizenz benötigt.

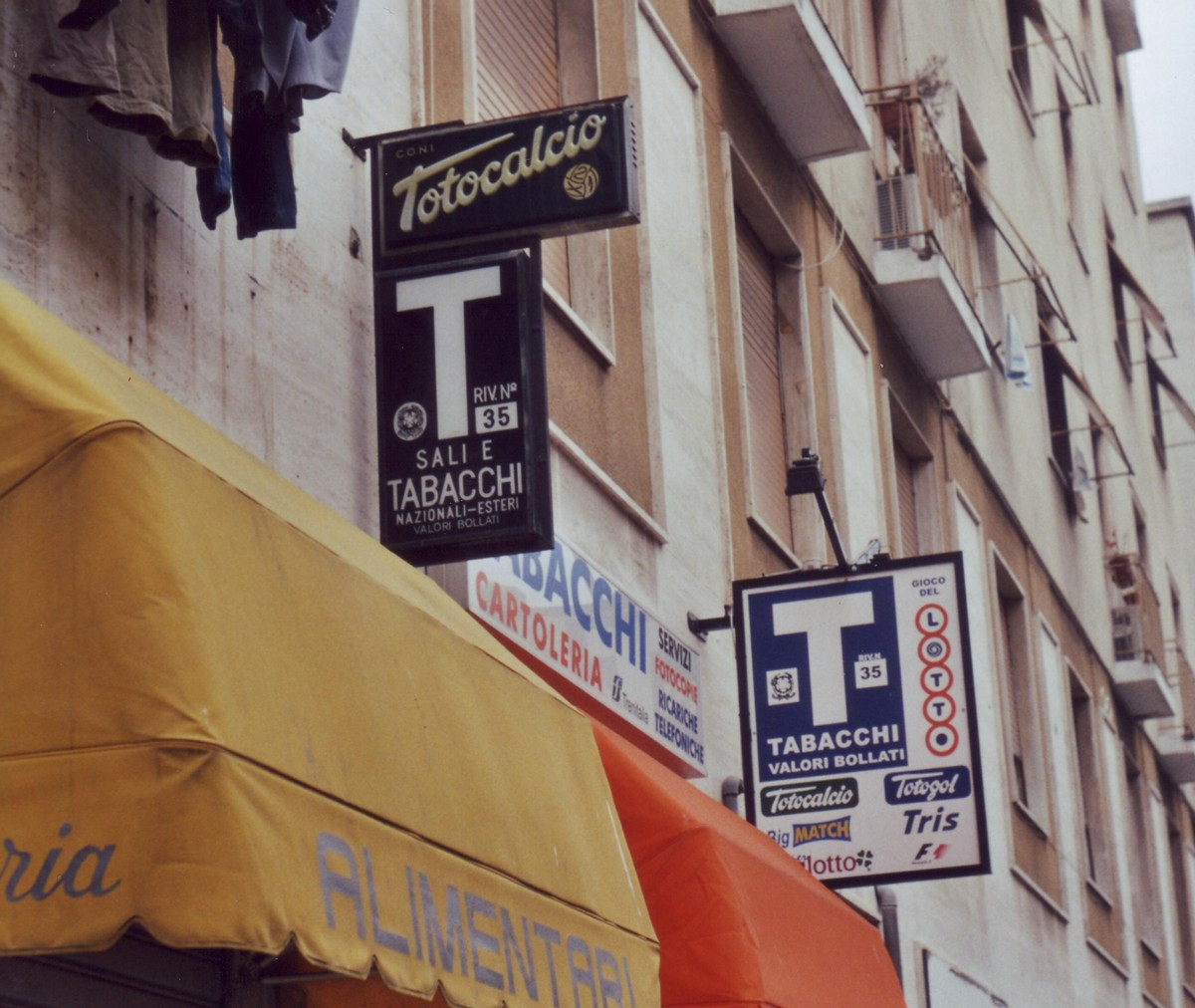
Sali e Tabacchi

In einer Tabaccheria werden neben Tabak auch Busfahrkarten, Briefmarken (francobolli) und Ansichtskarten verkauft. Größere Geschäfte verkaufen auch Kugelschreiber, Feuerzeuge, Uhren, Schmuck und Süßigkeiten. Auch Lotto- und Totoscheine (Totocalcio) können hier erworben werden.